# S Volantis
S Volantis är en pulserande variabel av Mira Ceti-typ (M) i stjärnbilden Flygfisken.
Stjärnan har en visuell magnitud som varierar mellan +7,7 och 13,9 med en period av 394 dygn.